# Radio Fantasy
Radio Fantasy è stata un'emittente radiofonica commerciale con sede a Cervignano del Friuli (UD).
La radio trasmetteva i successi del momento del panorama italiano ed internazionale, venivano diffusi notiziari ed informazioni sulla viabilità nel nord est dell'Italia in collaborazione con Viaggiando.
Molto legata al territorio era nota per le dirette dai locali della regione Friuli Venezia Giulia.
Le frequenze coprivano l'intero Friuli-Venezia Giulia e alcune zone del Veneto Orientale.
La sede storica di Radio Fantasy è stata per molti anni in P.tta San Marco a Grado, al quinto piano di un vecchio palazzo; poi negli anni '90, all'apice del suo successo, Radio Fantasy si è trasferita a Cervignano del Friuli in via Lung Aussa.

## La chiusura
Fantasy Way S.r.l., proprietaria dell'emitente, è stata dichiarata fallita dal tribunale di Udine in data 26 maggio 2017.
Nel mese di maggio 2017 la sede di Cervignano del Friuli è stata messa all'asta dal Tribunale di Udine.
In data 8 novembre 2017, in seguito alla chiusura dell'asta fallimentare disposta dal Tribunale di Udine, il ramo azienda è stato ceduto al prezzo di 825.000 euro alla società editrice milanese RTL 102.5.
Il 30 novembre 2017 è avvenuto il definitivo switch-off delle trasmissioni, con passaggio delle frequenze a Radiofreccia (controllata da RTL 102.5); il sito internet è stato conseguentemente chiuso.